# Clyde King (aviron)
Pour les articles homonymes, voir Clyde King et King.
Clyde Whitlock King est un rameur américain né le 6 septembre 1898 à Montezuma et mort le 20 août 1982 à Mill Valley. 

## Carrière
Clyde King dispute l'épreuve de huit aux Jeux olympiques d'été de 1920 à Anvers et remporte la médaille d'or. 